# Auvisensaari (ö i Södra Savolax)
Auvisensaari är en ö i Finland. Den ligger i sjön Saimen och i kommunen Puumala i den ekonomiska regionen  S:t Michel och landskapet Södra Savolax, i den södra delen av landet, 210 km nordost om huvudstaden Helsingfors. Öns area är 4,6 hektar och dess största längd är 390 meter i nord-sydlig riktning.